# コロベイニキ
「コロベイニキ」（露: Коробе́йники）は、ロシアの詩および歌曲。「行商人」という邦題がつけられている。

## 解説
コロベイニキ（коробе́йники、カラビェイニキ）とは、革命前のロシアで布や雑貨、本などを売り歩いた行商人のことである。1861年、雑誌『ソヴレメンニク（Современник、同時代人） 』上でニコライ・ネクラーソフが発表した長編詩「行商人（コロベイニキ）」の一節に旋律がつけられて民謡化したものとされている。民謡化された部分の冒頭のフレーズから「Ой, полна, полна коробушка（おお、箱の中は一杯だ）」とも呼ばれる。さらにこの冒頭部分に現れるкоро́бушка（カローブシカ、行商人の背負う箱という意味）の語から「コロブチカ」のタイトルでも知られている。
詩が発表された後に作曲者は不明であるが曲がつけられ、瞬く間に広がってロシア民謡としての地位を確立した。日本では戦後、フォークダンスの曲として紹介され、分かりやすい構成のダンスと、だんだんテンポが速くなっていく楽曲構成が広く知られている。ただし、ネクラーソフによるオリジナルの歌詞は行商人の青年と村の娘の一夜の交際を描いたもので、演奏においても徐々にテンポが速くなるような演出はない。また、旋律もフォークダンスの「コロブチカ」として知られているものとは若干異なる。

## 影響

### 『テトリス』のBGMとして採用
任天堂が1989年に発売したゲームボーイ用ゲームソフト『テトリス』でBGMとして採用され、世界的に広く知られるようになった。
これにより、この曲がテトリスそのものを連想させるBGMとして定着したため、テトリスの公式ライセンスゲームのみでこの曲を使いたいというヘンク・ブラウアー・ロジャースの意向により、テトリス・ホールディング・LLCの名義でコンピュータゲーム等で使用する際の音響商標（sound trademark）をアメリカ合衆国特許商標庁で取得している。

### カバー・アレンジ
1969年には九重佑三子が「白いちょうの歌（コロブチカ）」（または「白い蝶の歌（コロブチカ）」）という曲名でカバー、作詞は丹古晴己が手掛けた。1973年10月にNHKの『みんなのうた』で「あの踊りの輪の中に」という歌で紹介、作詞は東龍男、編曲は石川皓也が手掛け、歌はヤング101が担当した。「あの踊りの輪の中に」はキングレコードのボニージャックス & 芹洋子によるカバー版が存在する。1989年には東京スカパラダイスオーケストラが「ペドラーズ（Peddlers）」という曲名でカバーしている。2014年発売のアルバム『SKA ME FOREVER』には「ペドラーズ」のニューバージョンである「ペドラーズ 2014」が収録されている。
1992年、イギリスの作曲家、アンドルー・ロイド・ウェバーは、ドクター・スピンという名義でこの曲のユーロダンスカバー曲「テトリス（Tetris）」をリリースし、イギリスのシングルチャートで6位を記録した。
アメリカ合衆国のロックバンドであるオズマは、2001年発表のアルバム『ザ・ダブル・ドンキー・ディスク（The Doubble Donkey Disc）』の中で、この曲のロックアレンジバージョンを発表した。
ノルウェーのアーティストである2PM（韓国の同名グループとは異なる）は、2003年にこの曲のトランスアレンジのカバー曲「テトリス（Tetris）」を発表している。
オーストラリアのアーティストであるヘドニック（Hedonix）は、サイケデリックトランスの楽曲「ドント・メス・ウィズ・テトリス（Don't Mess with Tetris）」を2004年に発表し、エレクトリック・パワー・ポール・レコーズからリリースされた。
ドイツのテクノグループであるスクーター（Scooter）は、2007年に発表したアルバム『ジャンピング・オール・オーバー・ザ・ワールド（Jumping All Over the World）』収録の楽曲「ホイッスリング・デイブ (Whistling Dave) 」の中で、コロベイニキをサンプリングして使用した。
スウェーデン出身のユーロビートアーティスト、ジョニー・ヤコブセン（ドクター・ボンベイ / カリート）が2007年に発表した楽曲「Russkij Pusskij」の曲中に引用している。なおこの曲は「カリートがロシアにやって来る ダァ!ダァ!ダァ!」の邦題で日本盤では『世界はカリート!』に収録されている。
2008年、橋幸夫が「いのちのうた（コロブチカ）」という曲名でカバー、作詞は亜蘭知子が手掛けた。
2009年にEXIT TUNESから発売された『ファミトラEX』にこの曲のリミックス版「コロブチカ Ryu* Remix」が収録されている。またこのリミックス版は2010年にアーケードゲーム「REFLEC BEAT」でも使用されている。
2024年に柊マグネタイト（ボーカル：重音テトSV）が発表した「テトリス」のサビの部分に「コロブチカ」が使用されている。

### CMソング
- カルビー「お好み焼きチップス」
- bitflyer
- 関西電力「なっとくパック サーカス」篇[4]。
- LION ルックおふろの防カビくん煙剤「銀イオン姉妹」篇